# 217E busz (Budapest)
A budapesti 217E jelzésű autóbusz a Blaha Lujza tér (Népszínház utca) és Pestszentlőrinc, Szarvas csárda tér között közlekedik zónázó gyorsjáratként, kizárólag a munkanapi csúcsidőszakokban. A járatot a Budapesti Közlekedési Zrt. üzemelteti. A járműveket a Dél-pesti autóbuszgarázs adja ki.
Pestszentlőrinc felé reggel az utolsó három járat csak a Gyömrői út 132. megállóhelyig közlekedik.

## Története
A 2008-as paraméterkönyv első ütemének bevezetésével augusztus 19-én a 17-es busz megszűnt, majd 21-én elindult a 17-est kiváltó 217E a Blaha Lujza tér és a Szarvas csárda tér között, a 32-esek terét kivéve a korábbi gyorsjárat kimaradó megállóit pótolva.
2012. december 15-én a 217-es és 217E járaton bevezették az első ajtós felszállási rendet.
2019. április 8-ától a délutáni csúcsidőszakban is közlekedik, és a pestszentlőrinci kört az ellenkező irányban teszi meg.
2020. április 1-jén a koronavírus-járvány miatt bevezették a szombati menetrendet, ezért a vonalon a forgalom szünetelt. Az intézkedést a zsúfoltság miatt már másnap visszavonták, így április 6-ától újra a tanszüneti menetrend van érvényben, a szünetelő járatok is újraindultak.
2023. november 2-ától az autóbuszok érintik az Eiffel Műhelyház megállóhelyet is.

## Útvonala
| Pestszentlőrinc, Szarvas csárda tér felé |
| Blaha Lujza tér M (Népszínház utca) vá. – Népszínház utca – József körút – Blaha Lujza tér – Rákóczi út – Kiss József utca – Népszínház utca – Fiumei út – Orczy tér – Kőbányai út – Liget tér – Vaspálya utca – Gyömrői út – Ráday Gedeon utca – Haladás utca – Czuczor Gergely utca – Pestszentlőrinc, Szarvas csárda tér vá. |
| Blaha Lujza tér (Népszínház utca) felé |
| Pestszentlőrinc, Szarvas csárda tér vá. – Czuczor Gergely utca – Ráday Gedeon utca – Gyömrői út – Vaspálya utca – Liget tér – Kőbányai út – Orczy tér – Baross utca – Kálvária tér – Karácsony Sándor utca – Teleki László tér – Népszínház utca – Blaha Lujza tér M (Népszínház utca) vá.                                      |

## Megállóhelyei
| 0  | 0                                              | Blaha Lujza tér M (Népszínház utca) végállomás              | 35                                                                         | 5, 7, 7E, 8E, 99, 107, 108E, 110, 112, 133E 4, 6, 28, 28A, 37, 37A, 62 74       | Metróállomás, Óbudai Egyetem-BGK, Corvin Áruház, New York-palota, Szent Rókus Kórház |
| 3  | 3                                              | II. János Pál pápa tér M                                    | 34                                                                         | 99 28, 28A, 37, 37A, 62                                                         | Metróállomás, Erkel Színház                                                          |
| 7  | 7                                              | Orczy tér                                                   | 30                                                                         | 9 72 23, 24, 28, 28A, 62                                                        | Baross kocsiszín, Sorsok Háza, Magyar Posta Logisztikai Központ                      |
| 11 | 11                                             | Kőbányai út / Könyves Kálmán körút                          | 27                                                                         | 9 1, 1A, 28, 28A, 62                                                            | Népliget, Közlekedési Múzeum (épülő)                                                 |
| 12 | 12                                             | Eiffel Műhelyház                                            | 26                                                                         | 9 28, 28A, 62                                                                   | Operaház Eiffel Műhelyház                                                            |
| 15 | 15                                             | Vaspálya utca (↓) Kőbánya alsó vasútállomás (Mázsa tér) (↑) | 23                                                                         | 9, 95, 117, 151, 162, 185, 195, 217, 262 3, 28, 28A, 62, 62A 73 S21 S50 G50 Z50 | Kőbánya alsó vasúti megállóhely, Autóbusz végállomás                                 |
| 18 | 18                                             | Gyógyszergyár                                               | 20                                                                         | 117, 151                                                                        | Richter Gedeon Nyrt.                                                                 |
| 19 | 19                                             | Diósgyőri utca                                              | 17                                                                         | 117, 151, 217                                                                   | Richter Gedeon Nyrt.                                                                 |
| 21 | 21                                             | Sibrik Miklós út                                            | 16                                                                         | 68, 85, 98, 98E, 117, 151, 217, 268                                             | Bosch                                                                                |
| 23 | 23                                             | Újhegyi út                                                  | 13                                                                         | 98, 98E, 217                                                                    |                                                                                      |
| 24 | 24                                             | Gyömrői út 132. vonalközi érkező végállomás                 | ∫                                                                          | 98, 98E, 217                                                                    |                                                                                      |
| ∫  |                                                | Gyömrői út 105.                                             | 12                                                                         | 98, 98E, 217                                                                    |                                                                                      |
| 25 | Hangár utca                                    | 11                                                          | 98, 98E, 217                                                               |                                                                                 |                                                                                      |
| 26 | Gyömrői út 156.                                | ∫                                                           | 98, 98E, 217                                                               |                                                                                 |                                                                                      |
| 27 | Felsőcsatári út                                | 10                                                          | 36, 95, 98, 98E, 193E, 200E, 217, 282E, 284E 577                           | Sárkány Center                                                                  |                                                                                      |
| 28 | Pestszentlőrinc vasútállomás (átjáró)          | 8                                                           | 36, 98, 98E, 200E, 217 S50                                                 | Pestszentlőrinc vasútállomás                                                    |                                                                                      |
| 29 | Vajk utca                                      | 7                                                           | 98, 193E, 217                                                              |                                                                                 |                                                                                      |
| ∫  | Csaba utca                                     | 6                                                           | 98, 98E, 217                                                               |                                                                                 |                                                                                      |
| 30 | Fedezék utca                                   | 4                                                           | 93, 93A, 98, 98E, 198, 200E, 217 577                                       |                                                                                 |                                                                                      |
| 31 | Kosztolányi Dezső utca                         | 2                                                           | 93, 93A, 198, 217                                                          |                                                                                 |                                                                                      |
| 32 | Lőrinci temető                                 | 1                                                           | 93, 93A, 182, 182A, 184, 198, 217, 282E, 284E                              | Pestszentlőrinci temető                                                         |                                                                                      |
| ∫  | Gárdonyi Géza utca                             | 0                                                           | 93, 93A, 183, 217                                                          |                                                                                 |                                                                                      |
| 33 | Regény utca                                    | ∫                                                           | 93, 93A, 182, 182A, 184, 198, 236, 236A, 282E, 284E                        | Lőrinci Bazár                                                                   |                                                                                      |
| 34 | Pestszentlőrinc, Szarvas csárda tér végállomás | 0                                                           | 93, 93A, 182, 182A, 183, 184, 193E, 198, 217, 236, 236A, 282E, 284E 50 577 | XVIII. Kerületi Rendőrkapitányság, Lőrinci Piac                                 |                                                                                      |